# Varmissen
Varmissen è una frazione (Ortsteil) della città di Dransfeld, nel land della Bassa Sassonia, in Germania.

## Storia
Già comune autonomo nel circondario di Münden, fu soppresso e incorporato a Dransfeld il 1º gennaio 1973.